# Ernst Vohsen

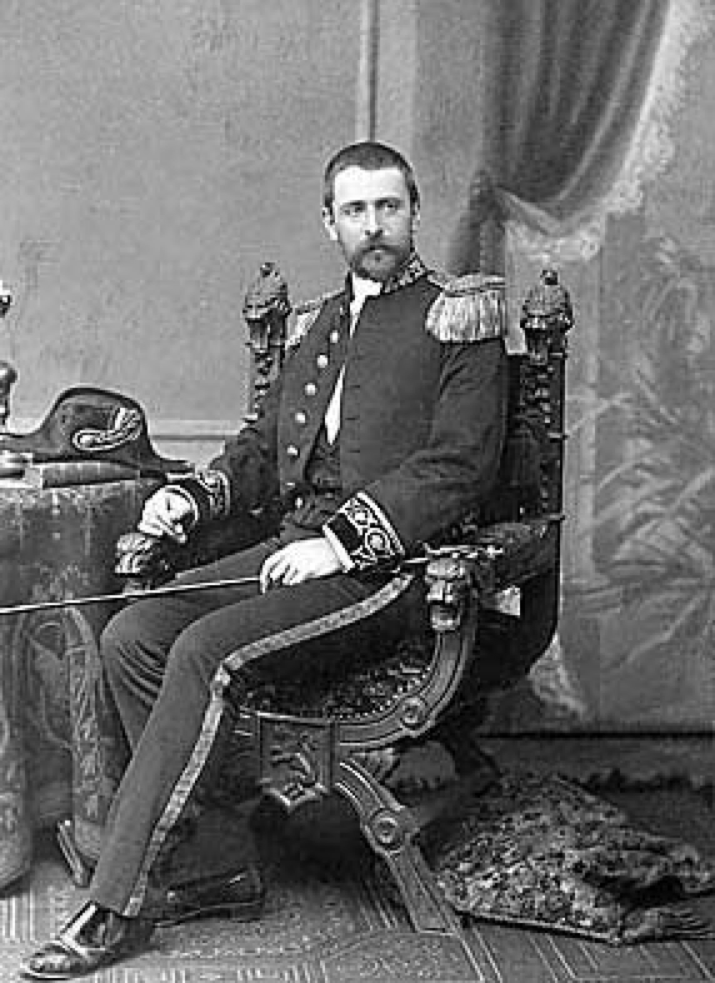
Ernst Vohsen als Konsul, um 1890

Ernst Vohsen (* 19. April 1853 in Mainz; † Juni 1919 in Bad Nauheim) war ein deutscher Konsul, Generalbevollmächtigter der Deutsch-Ostafrikanischen Gesellschaft (DOAG) und Verleger.

## Leben
Nach dem Abitur und dem einjährigen Militärdienst ging Ernst Vohsen nach Paris, um für ein Getreidegeschäft zu arbeiten. Gleichzeitig besuchte er Vorlesungen über Nationalökonomie am Conservatoire Des Arts et Metiers. Durch Kontakt zu Friedrich Bohn, der an der Leitung eines großen französischen Kolonialunternehmen in Marseille beteiligt war, wurde Vohsen 1875 bei der Compagnie Francaise Du Senegal et de la Cote Occidentale l’Afrique angestellt. 1876 ging er nach Sierra Leone und arbeitete in der dortigen Faktorei am Rio Nunez. Als 1877 in Freetown eine Gelbfieberepidemie ausbrach, die den größten Teil der dortigen Beamten das Leben kostete, sprang Vohsen ein und übernahm die Leitung der Gesellschaft, die mehrere hundert Angestellte beschäftigte und weit in das afrikanische Binnenland Einfluss hatte. 1881 wurde er durch kaiserliches Dekret zum ersten deutschen Konsul in Sierra Leone ernannt, um die deutschen Interessen in diesem Land zu fördern.
Im Herbst 1887 kehrte Vohsen nach Deutschland zurück, wo er in dem Orientalischen Seminar Berlin Arabisch und Suaheli studierte. Dort kam er auch in Kontakt mit der Deutsch Ostafrikanischen Gesellschaft und wurde Nachfolger von Carl Peters. In diese Zeit fielen der Aufstand der ostafrikanischen Küstenbevölkerung und nach dessen Niederschlagung im August 1888 durch die sog. Wissmanntruppe, die Übernahme der Küstenverwaltung vom Sultan Bargasch und 1890 der Abschluss eines Vertrages mit Sultan Chalifa ibn Said als Grundlage für die Übernahme der Kolonie durch das Deutsche Reich.

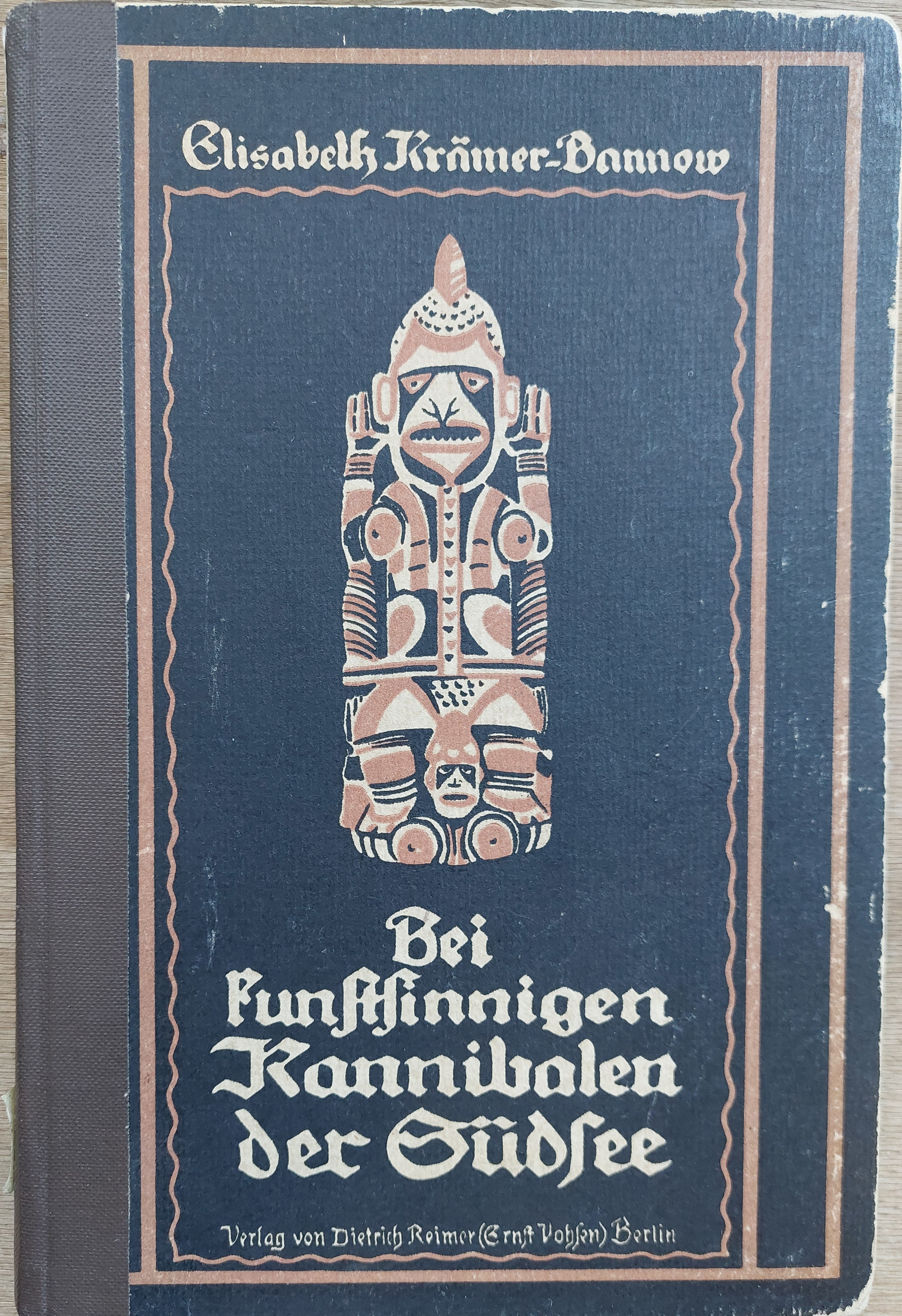
Elisabeth Krämer-Bannow (1916)

Aus familiären Gründen schied Vohsen 1891 aus der DOAG aus und übernahm durch Vermittlung des DOAG Aufsichtsratsmitglieds Adelbert Delbrück die geographische Verlagshandlung Dietrich Reimer (Reimer & Hoefer), deren Inhaber Hermann Hoefer sich aus Altersgründen aus dem Geschäft zurückziehen musste. Da die buchhändlerische Tätigkeit für Vohsen Neuland war, leitete er die Firma vom Herbst 1891 bis 1895 gemeinsam mit Hoefer.
Durch seine vorangegangene Tätigkeit richtete Vohsen den Verlag stärker auf Kolonialliteratur aus, die damals in Deutschland noch nicht sehr weit verbreitet war. Auch die geographische Abteilung wurde weiter ausgebaut und durch Einrichtung eines Instituts für Kolonialgeographie mit entsprechenden Veröffentlichungen ergänzt. Schließlich gründete Vohsen auch noch die Kartografische Abteilung, die insbesondere Kolonialkarten, Spezialkarten und – durch Anforderungen der an Einfluss gewinnenden Reichsmarineamtes – Seekarten herstellte. Sowohl ein Teil von Vohsens eigenen Schriften als auch die Forschungsergebnisse diverser durch Vohsen mitorganisierter und mitfinanzierter Expeditionen wurden ebenfalls bei Reimer & Hoefer verlegt.

## Außerberufliches Engagement
Neben seiner beruflichen Tätigkeit engagierte sich Vohsen mit Sachartikeln in Zeitungen und Zeitschriften für deutsche koloniale Interessen, gegen den Sklavenhandel und für den Schutz der eingeborenen Zivilbevölkerung in den Kolonien sowie für eine systematische Kolonialerschließung – zum Beispiel durch den Bau von Eisenbahnen. Seine Standpunkte waren zum Teil kontrovers und nicht dem Zeitgeist entsprechend, allerdings geprägt durch seine persönlichen Erfahrungen in Afrika und einem klaren Schwerpunkt auf wirtschaftliche Interessen. So verteidigte er den Erwerb von Helgoland unter anderem im Tausch gegen die Aufgabe deutscher Interessen auf Sansibar im Rahmen des Vertrags zwischen Deutschland und Großbritannien über die Kolonien und Helgoland, da er durch seine in Sierra Leone erworbenen Erfahrungen die Vorteile der Festlandhäfen Tanga und Daressalam erkannt hatte – im Gegensatz zur Insellage der Häfen auf Sansibar. An anderer Stelle warb er für den Bau einer Eisenbahn von diesen Häfen zu den Afrikanischen großen Seen und für ein deutsches Engagement im rohstoffreichen Kongo, wobei er aber auch die Ausbeutung der Bevölkerung kritisierte und auf Befolgung der während der Kongokonferenz in Berlin festgelegten Prinzipien bestand. Von offizieller Seite erhielt er dazu allerdings keine Unterstützung, sodass er die von ihm nach dem Vorbild von Edmund Dene Morel gegründete Deutsche Kongoliga in die Deutsche Gesellschaft zum Eingeborenenschutz umwandelte, die weltweit tätig wurde. Die Gesellschaft verfolgte eine humane Behandlung der Kolonialbevölkerung – im Gegensatz zur rücksichtslosen Ausbeutung, wie sie vielfach vorkam – allerdings verneinte er auch nicht die Rolle der eingeborenen Bevölkerung in der Produktion der kolonialen Ausfuhrgüter. Außerdem bemühte er sich um eine Verständigung der europäischen Mächte in Bezug auf Afrika, damit von dieser Seite keine Kriegsgefahr drohte. Vohsens Hoffnungen über den Ausgleich der europäischen Mächte und deren Interessen in Afrika erfüllten sich allerdings nicht.

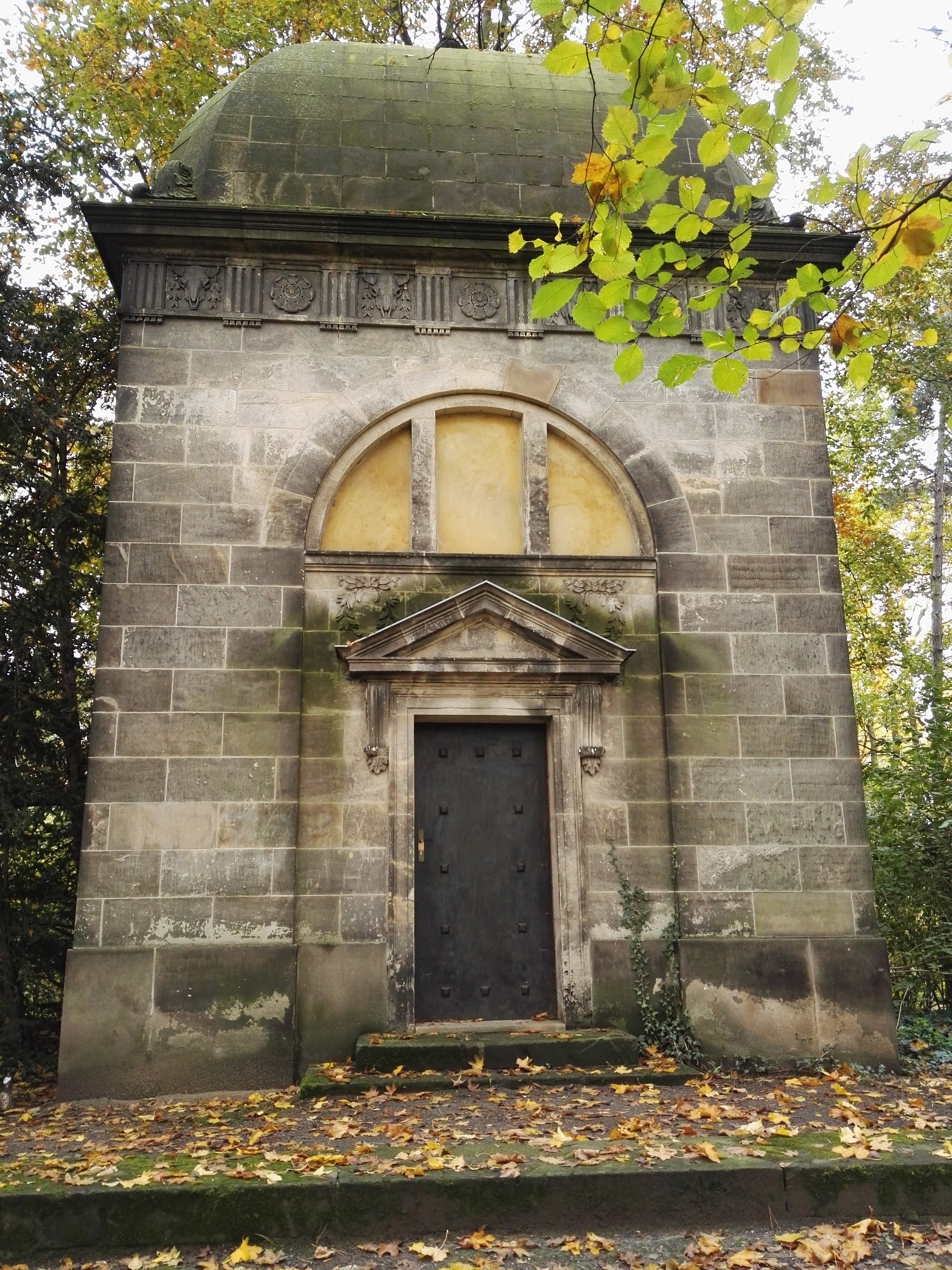
Kolumbarium

Er verstarb bei einer Kur in Bad Nauheim, die er wegen seiner Herzkrankheit angetreten hatte. Er wurde auf dem Berliner Zentralfriedhof Friedrichsfelde in einem Kolumbarium beigesetzt. In der Familiengrabstätte liegt auch sein Schwager Karl von den Steinen, ein Mediziner und Forschungsreisender, begraben.

## Weitere Tätigkeiten
Vohsen war ein bedeutender Vertreter des kolonialen Gedankens in Deutschland und in dieser Rolle in vielen Gremien tätig. Hier eine Auswahl seiner Tätigkeiten:
- Ausschussmitglied der Deutschen Kolonialgesellschaft
- Mitglied im Kolonialrat und in der Kolonialabteilung des Auswärtigen Amtes.
- Mitglied im Präsidium des Deutschen Flottenvereins,
- Vizepräsident des Hauptverbandes deutscher Flottenvereine im Ausland,
- Mitglied der „Deutschen Gesellschaft für Islamkunde“
- Mitglied des „Congres Colonial International“
- Direktor der Siedlungsgesellschaft „Windhuker Farmgesellschaft“
- Schriftführer der Landeskundlichen Kommission des Reichskolonialamts
- Mitglied des Ausschusses und Vorsitzender der Finanzkommission der Deutschen Kolonialgesellschaft
- Gründer des Niger-Benue-Tschadsee-Komitees (1899) zur Finanzierung der deutschen Niger-Expedition unter Bauer (s. u.)
- Gründer der Zeitschrift „Koloniale Rundschau“, 1909

Das Auswärtige Amt schickte ihn 1897 als Kommissar der deutschen Regierung nach Paris, wo er Mitunterzeichner des Togoabkommens zur Grenzfestlegung mit Frankreich wurde.

## Durch Vohsen unterstützte Expeditionen
Vohsen organisierte oder beschaffte Finanzmittel für die folgenden Expeditionen:
- „erste Kamerunexpedition“ 1894 von Edgar v. Uechtritz und Siegfried Passarge,
- Togoexpedition 1895 von Hans Gruner, Hans Georg von Doering und Ernst von Carnap-Quernheimb der deutschen Kolonialgesellschaft,
- Niger-Benue-Tschadsee-Expedition von Fritz Bauer 1902–1903.

## Schriften und Veröffentlichungen
- Zum Deutsch-Englischen Vertrag, Berlin, 1890
- Ein Kolonialprogramm für Ostafrika, Verlag F. Fontane, Berlin, 1891
- Zur ostafrikanischen Seebahnfrage, Verlag Dietrich Reimer, Berlin, 1911
- Deutschland und der Kongostaat, Verlag Dietrich Reimer, Berlin, 1908